# Fritz Schaefler
Fritz Schaefler, né le 31 décembre 1888 à Eschau et mort le 24 avril 1954 à Cologne, est un peintre expressionniste allemand.

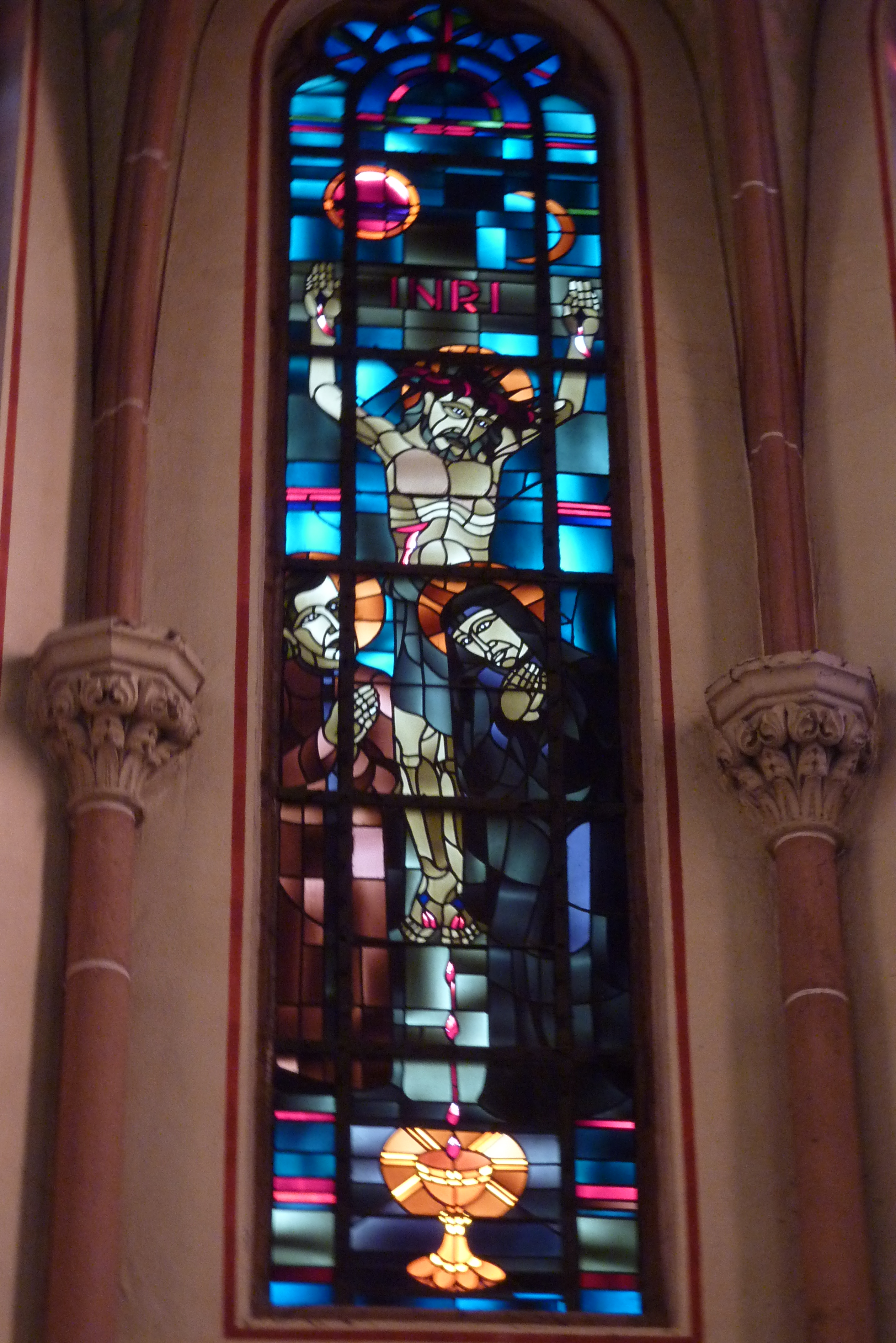
Vitrail de la Crucifixion de l'église Saint-Nicolas de Bensberg, œuvre de Schaefler.

## Biographie
Fritz Schaefler est né à Eschnau, où il a passé les premières dix ans de sa vie. Puis sa famille a déménagé à Eggenfelden. En 1905, il commence des études d'architecture à l'université technique de Munich et un an plus tard à l'École royale des arts appliqués de Munich. En 1908, il commence des études à l'académie des beaux-arts de Munich où il est l'élève d'Angelo Jank. Après ses études il s'installe dans un atelier dans le quartier de Schwabing.
Pendant la Première Guerre mondiale il est soldat au front de l'Ouest et blessé à la tête pendant la bataille de la Somme en 1916. Pendant la guerre, Schaefler tient un journal de dessins et d'aquarelles, qui sont par la suite exposés à Munich et à Berlin. 
En 1918, il se marie avec Vera Linzen, fille de l'écrivain Clara Ratzka (de).
À partir de 1927, il habite à Cologne où il meurt en  1954. Il était membre du Deutscher Künstlerbund (La Ligue des artistes allemands).